# Los Marzos
Los Marzos är en ort i Mexiko.   Den ligger i kommunen Irimbo och delstaten Michoacán de Ocampo, i den södra delen av landet, 140 km väster om huvudstaden Mexico City. Los Marzos ligger 2 190 meter över havet och antalet invånare är 299.
Terrängen runt Los Marzos är kuperad åt sydväst, men åt nordost är den platt. Runt Los Marzos är det ganska tätbefolkat, med 93 invånare per kvadratkilometer. Närmaste större samhälle är Ciudad Hidalgo, 10,6 km väster om Los Marzos. I omgivningarna runt Los Marzos växer huvudsakligen savannskog.